# Psychonautik
Die Psychonautik ist das Erforschen der eigenen Psyche und des Unbewussten, meist mit Hilfe von bewusstseinserweiternden Techniken wie Meditation, Yoga, sensorischer Deprivation oder psychotropen Substanzen. Die Motivation hierzu ist individuell und reicht von persönlicher Freizeitgestaltung mit oder ohne Absicht eines Erkenntnisgewinns bis zu parapsychologischen Unterfangen oder spiritueller Suche. So wie Astronauten sich im Weltraum bewegen, operieren Psychonauten in der eigenen Psyche oder im neuronal vernetzten Gehirn.

## Geschichte
Lange vor den Hippies beschäftigte sich in den 1920er Jahren Kurt Beringer mit Drogen und Bewusstseinserweiterung; er wurde von Werner Pieper als ein Pionier der Psychonautik bezeichnet. Bekannte Psychonauten des 20. Jahrhunderts waren z. B. Aldous Huxley, Terence McKenna, Robert Anton Wilson, John C. Lilly, Albert Hofmann und Timothy Leary.

## Begriffsgeschichte
Der Begriff ist eine Zusammensetzung aus dem griechischen psychḗ und dem Begriff der Seefahrt, nautike, Aeronautik analog zu Astronautik. Der Begriff Psychonautik scheint in den späten 1970er oder frühen 1980er Jahren von den Medien popularisiert worden zu sein, wurde aber wirklich von Teilen der alternativen und esoterischen Subkultur aufgegriffen, insbesondere in der Chaosmagie oder Psychoarchitektur. Der Begriff geht ursprünglich offenbar auf den Schriftsteller Ernst Jünger („Annäherungen“) zurück.

## Zitat
Bezüglich eines LSD-Erfahrungsberichtes von Rudolf Gelpke mit dem Titel „Fahrten in den Weltraum der Seele“ merkt Albert Hofmann in seinem Buch „LSD, mein Sorgenkind“ an:

„Der Ausdruck [Anm.: gemeint ist der Titel des Berichts] ist gut gewählt, weil der Innenraum der Seele genauso unendlich und geheimnisvoll ist wie der äußere Weltraum und weil die Kosmonauten des äußeren wie des inneren Weltraums nicht dort verbleiben können, sondern auf die Erde, ins Alltagsbewußtsein zurückkehren müssen. Auch verlangen beide Fahrten eine gute Vorbereitung, damit sie mit einem Mindestmaß an Gefahr durchgeführt werden können und zu wirklich bereichernden Unternehmen werden.“